# Небесні акули
«Небесні акули» (Sky Sharks) — німецький науково-фантастичний комедійний фільм жахів 2020 року режисера Марка Фезе.

## Про фільм
Під час експедиції в Антарктиді група геологів випадково знаходить нацистську лабораторію часів Другої світової війни, яка була захована в глибинах льоду.
У лабораторії розташована страхітлива секретна зброя: армія генетично модифікованих акул, керованих надлюдськими нацистськими зомбі.
Коли вони пробуджуються, то піднімаються в небо з жахливими наслідками для всього, що трапляється на їхньому шляху.
Елітна військова група з чотирьох «полеглих» у В'єтнамі американських солдатів має завдання — врятувати Землю від знищення.

## Знімались
| Актор               | Роль            |
| ------------------- | --------------- |
| Томас Морріс        | Клаус Ріхтер    |
| Ева Габерман        | Д'ябла Ріхтер   |
| Барбара Неделякова  | Ангелік Ріхтер  |
| Тоні Тодд           | Дженерал Фрост  |
| Олівер Калкофе      | Герман Герінг   |
| Детлеф Боте         | Каммлер         |
| Міхаела Шаффрат     | Хайді Ленц      |
| Матіс Ландвер       | Брент Тайлер    |
| Ральф Ріхтер        | Йозеф Лангер    |
| Кері-Хіроюкі Тагава | Майкл Морель    |
| Наомі Гроссман      | Наталі          |
| Аманда Бірс         | Марджорі        |
| Лінда Лоурі         | мати Марі       |
| Лар Парк Лінкольн   | Сідні           |
| Роберт Ласардо      | батько Родрігес |
| Джей Лароуз         | Мартін Кілі     |